# Paolo Eleuteri Serpieri
Paolo Eleuteri Serpieri, né le 29 février 1944  à Venise, est un scénariste et dessinateur italien de bandes dessinées, connu avant tout pour sa série de science-fiction érotique Druuna.

## Biographie
Sa famille s'installe à Rome durant sa jeunesse. Serpieri commence par étudier la peinture et l'architecture à l'Institut des arts de Rome où il est l'élève de Renato Guttuso. Il débute en tant que peintre en 1966, avant de se tourner vers la bande dessinée en 1975. Grand amateur de westerns, Serpieri coécrit L'Histoire du Far-West, série sur le Far-West, avec le scénariste Raffaele Ambrosio, et publiée aux éditions Larousse.
À partir de 1980, il travaille sur différents projets comme Découvrir la Bible, encore pour Larousse, ainsi que sur des courtes histoires pour des magazines comme L'Eternauta, Il Fumetto et Orient-Express. En 1985, il crée la série « Druuna », qui comprend 8 volumes publiés entre 1985 et 2003 : Morbus Gravis, Morbus Gravis 2 : Druuna, Creatura, Carnivora, Mandragora, Aphrodisia, La Planète oubliée et Clone.
Serpieri a aussi publié un certain nombre de livres de dessins, tels que Obsession : À la recherche de Druuna, Druuna X, Druuna X 2, Croquis et Parfum de femmes. Ses œuvres ont connu un très grand succès puisqu'il a vendu plus d'un million d'albums traduits en 20 langues. Il a également travaillé sur le design du jeu vidéo Druuna : Morbus Gravis, basé sur le personnage de sa plantureuse héroïne.

## Publications
- Histoire du Far-West, 1980-1982 (Larousse)
- L'Indienne blanche, 1985 (Bagheera)
- L'Homme médecine, 1989 (Dargaud)
- Morbus Gravis (Druuna tome 1), (Dargaud), 1986
- Morbus Gravis 2: Druuna, (Druuna tome 2) (Dargaud) 1987
- Croquis (art book), 1995 (Bagheera)
- Femmes de l'Ouest, 1991 (Bagheera)
- Druuna X (art book), 1997 (Bagheera)
- Druuna X2 (art book), 1998 (Bagheera)
- Creatura (Druuna tome 3) 1990 (Bagheera)
- Carnivora (Druuna tome 4) 1992 (Bagheera)[1]
- Mandragora (Druuna tome 5) 1995 (Bagheera)
- Aphrodisia (Druuna tome 6) 1997 (Bagheera)
- Obsession (art book), 1999 (Bagheera)
- La Planète oubliée (Druuna tome 7), 2000 (Bagheera)
- Parfums de femmes, 2000 (Bagheera)
- Esquisses (art book), 2002 ( Bagheera)
- Clone (Druuna tome 8) 2004 (Bagheera)
- Les Enfers, 2007 (Robert Lafont)[2]
- Anima, 2016 (Glénat)
- Tex le héros et la légende, 2017 (Mosquito)

Avec Jean Dufaux
- Saria: Les trois clés (tome 1), Delcourt, 2012

## Récompenses
- 1982 :  Prix Yellow-Kid du dessinateur italien, pour l'ensemble de son œuvre
- 1995 : Prix Harvey de la meilleure édition américaine d'une œuvre étrangère pour Druuna t. 4 : Carnivora